# Maslarevo, Veliko Tărnovo
Maslarevo (în bulgară Масларево) este un sat în comuna Polski Trămbeș, regiunea Veliko Tărnovo,  Bulgaria. 

## Demografie
Componența etnică a satului Maslarevo
     Bulgari (65,35%)
     Nicio identificare (34,64%)
     Altele (0%)
La recensământul din 2011, populația satului Maslarevo era de 609 locuitori. Din punct de vedere etnic, majoritatea locuitorilor (65,35%) erau bulgari. Pentru 34,64% din locuitori nu este cunoscută apartenența etnică.